# Extreme Ways
Extreme Ways è una canzone del musicista americano di musica elettronica Moby. Pubblicata il 19 luglio 2002, fu estratta come secondo singolo dell'album 18. È presente nel primo disco dell'album Go – The Very Best of Moby.
Il brano venne utilizzato nei titoli di coda di tutti e cinque film della saga cinematografica Bourne. Furono realizzate nuove versioni del brano, rispettivamente per il terzo, quarto e quinto film.

## Tracce
MUTE270 (UK)
1. "Extreme Ways" – 3:32
2. "Love of Strings" – 6:11
3. "Life's So Sweet" – 6:31
4. "Extreme Ways" (video)

LCD MUTE270 (UK)
1. "Extreme Ways" – 3:32
2. Album excerpts – 1:55
  1. "Signs of Love"
  2. "Sunday (The Day Before My Birthday)"
  3. "In My Heart"
  4. "Jam for the Ladies"

V2CP 131 (Japan)
1. "Extreme Ways" – 3:32
2. "Love of Strings" – 6:11
3. "Life's So Sweet" – 6:31
4. "Extreme Ways (DJ Tiësto's Vocal Remix)" – 7:11
5. "Extreme Ways (Junior Jack's Club Mix)" – 11:37

XCD MUTE270 (UK)
1. "Extreme Ways (Bourne's Ultimatum)"

- rilasciato nel 17 settembre 2007.

Mute CD / CD-R promo (UK)
1. "Extreme Ways (John Creamer + Stephane K Remix)" – 9:25
2. "Extreme Ways (DJ Tiësto's Instrumental Mix)" – 6:27
3. "Extreme Ways (Junior Jack's Club Mix)" – 11:37
4. "Extreme Ways (Junior Jack's Compressed Dub Mix)" – 6:15
5. "Extreme Ways (Junior Jack's After Electro Anthem)" – 9:02
6. "Extreme Ways (Lee Coombs Remix)" – 8:36

- Promo UK CD-R.

Mute 12" vinyl / 12 MUTE270 (UK)
1. "Extreme Ways (DJ Tiësto's Vocal Remix)" – 7:11
2. "Extreme Ways (Junior Jack's Club Mix)" – 11:37

- pubblicato il 4 febbraio 2003

Mute 12" / L12 MUTE270 (UK)
1. "Extreme Ways (John Creamer + Stephane K Remix)" – 9:25
2. "Extreme Ways (Lee Coombs Remix)" – 8:36

Mute 2x12" / P12 MUTE 270 (UK)
1. "Extreme Ways (DJ Tiësto's Vocal Remix)" – 7:11
2. "Extreme Ways (Junior Jack's Club Mix)" – 11:37
3. "Extreme Ways (John Creamer + Stephane K Remix)" – 9:25
4. "Extreme Ways (DJ Tiësto's Instrumental Remix)" – 6:27

- Promo UK.

Mute 2x12" / PL12 MUTE 270 (UK)
1. "Extreme Ways" (Lee Coombs Remix) – 8:36
2. "Extreme Ways" (Junior Jack's After Electro Anthem) – 9:02
3. "Extreme Ways" (Junior Jack's Club Mix) – 11:37
4. "Extreme Ways" (DJ Tiësto's Vocal Remix) – 7:11

- Promo UK.

## Versioni presenti nella saga cinematografica di Bourne
Per i primi due film, ovvero The Bourne Identity e The Bourne Supremacy, il brano originale venne utilizzato esclusivamente nei titoli di coda. Una nuova versione chiamata "Extreme Ways (Bourne's Ultimatum)" fu realizzata per il terzo film, The Bourne Ultimatum, ed entrambe furono pubblicate nella colonna sonora il 31 luglio 2007. Presentano dei campionamenti dai brani break di Melvin Bliss "Synthetic Substitution" e dalla cover '''Everybody's Talkin''' di Hugo Winterhalter's .
Un'altra versione chiamata "Extreme Ways (Bourne's Legacy)" fu realizzata per il quarto film della serie, The Bourne Legacy, e pubblicata nella colonna sonora il 7 agosto 2012. Fu registrata in parte nello studio di Moby a Los Angeles e in parte nei Sony Pictures Studios, dove Moby lavorò con 110 brani orchestrali grazie all'aiuto del compositore James Newton Howard, che realizzò la colonna sonora del film, e di Joe Trapanese. Il gruppo registrò anche una parte esclusivamente orchestrale. Entrambe le versioni furono pubblicate come singoli digitali il 31 luglio 2012.
Una nuova versione intitolata "Extreme Ways (Jason Bourne)" fu realizzata per il quinto film della serie, Jason Bourne, e pubblicata nella colonna sonora il 26 luglio 2016.

## Videoclip
Il video fu realizzato agli inizi del 2003 e venne pubblicato nei DVD 18 B Sides + DVD e Bourne Identity "Explosive Extended Edition".

## Classifiche

### Versione originale
| Classifica (2002)                  | Posizione |
| ---------------------------------- | --------- |
| French Singles Chart               | 53        |
| Official Singles Chart             | 39        |
| U.S. Billboard Hot Dance Club Play | 12        |

### Bourne's Ultimatum version
| Classifica (2007)      | Posizione |
| ---------------------- | --------- |
| Official Singles Chart | 53        |